# Mont du Lac Vert
Le mont du Lac Vert est une montagne des Laurentides située à Hébertville au Québec, Canada.
D'une altitude de 428 mètres, on y retrouve la station de sports d'hiver Mont-Lac-Vert.